# Park Trammell
Park Trammell (Macon megye, 1876. április 9. – Washington, 1936. május 8.) az Amerikai Egyesült Államok szenátora (Florida, 1917–1936).